# Euchaetomera intermedia
Euchaetomera intermedia är en kräftdjursart som beskrevs av Nouvel 1942. Euchaetomera intermedia ingår i släktet Euchaetomera och familjen Mysidae. Inga underarter finns listade i Catalogue of Life.